# Il·lusions d'un mentider
 Il·lusions d'un mentider  (original: Jakob the Liar) és una pel·lícula estatunidenco-franco-hongaresa dirigida per Peter Kassovitz i amb Robin Williams de protagonista. La pel·lícula, estrenada el 1999, ha estat doblada al català

## Argument
Durant la Segona Guerra mundial a Polònia, Jakob era el propietari d'un popular cafè del barri jueu i ara viu amb els seus al gueto de Varsòvia. La seva dona ha estat assassinada en un camp de concentració. Per sortir després del toc de queda, és convocat al despatx del comandant nazi on sent per casualitat un butlletí de la ràdio alemanya que parla del revés de l'exèrcit del Reich davant de les forces soviètiques a la regió. És miraculosament retornat a casa seva. Però com explicar als seus que hagi pogut sobreviure a l'entrevista sense ser un informador? Com explicar que ha sentit el que no hauria mai de sentir sense atreure les sospites? Després d'explicar-ho, tothom creu que Jakob té una ràdio, moment a partir del qual decideix inventar-se notícies.

## Repartiment
- Robin Williams: Jakob
- Hannah Taylor-Gordon: Lina
- Éva Igó: mare de Lina
- István Bálint: pare de Lina
- Justus von Dohnányi: Preuss
- Kathleen Gati: Hooker
- Bob Balaban: Kowalsky
- Alan Arkin: Frankfurter
- Michael Jeter: Avron
- Mark Margolis: Fajngold
- János Gosztonyi: Samuel
- Liev Schreiber: Mischa
- Armin Mueller-Stahl: Kirschbaum
- Ádám Rajhona: The Whistler
- Antal Leisen: Peg-Leg
- Mathieu Kassovitz: Herschel
- Péter Rudolf: Roman
- Jan Becker: Young German
- János Kulka: Nathan
- Gregg Bello: Blumenthal
- Nina Siemaszko: Rosa
- Grazyna Barszczewska: Mrs. Frankfurter

## Finançament
Peter Kassovitz va intentar durant cinc anys finançar aquesta pel·lícula, sense èxit. Després d'haver recuperat els drets es va dirigir cap als Estats Units on Macha Williams, esposa de Robin Williams, hi va veure un paper fet a mida pel seu marit. Aquesta pel·lícula va fer perdre una important suma als productors, ja que la pel·lícula va ser un ressonant fracàs comercial.